# Tirana International Hotel
Il Tirana International Hotel (conosciuto in albanese anche come: Pesëmbëdhjetëkatëshi, in italiano: quindici piani) è un albergo situato a Tirana, capitale dell'Albania, nell'angolo tra piazza Scanderbeg e boulevard Zog I.
Considerato per la sua struttura imponente in stile realista come uno dei nuovi simboli della capitale albanese costruita durante gli anni del socialismo, il Tirana International Hotel era inserito fino al 2015 nella lista dei monumenti culturali nazionali dell'Albania.

## Storia

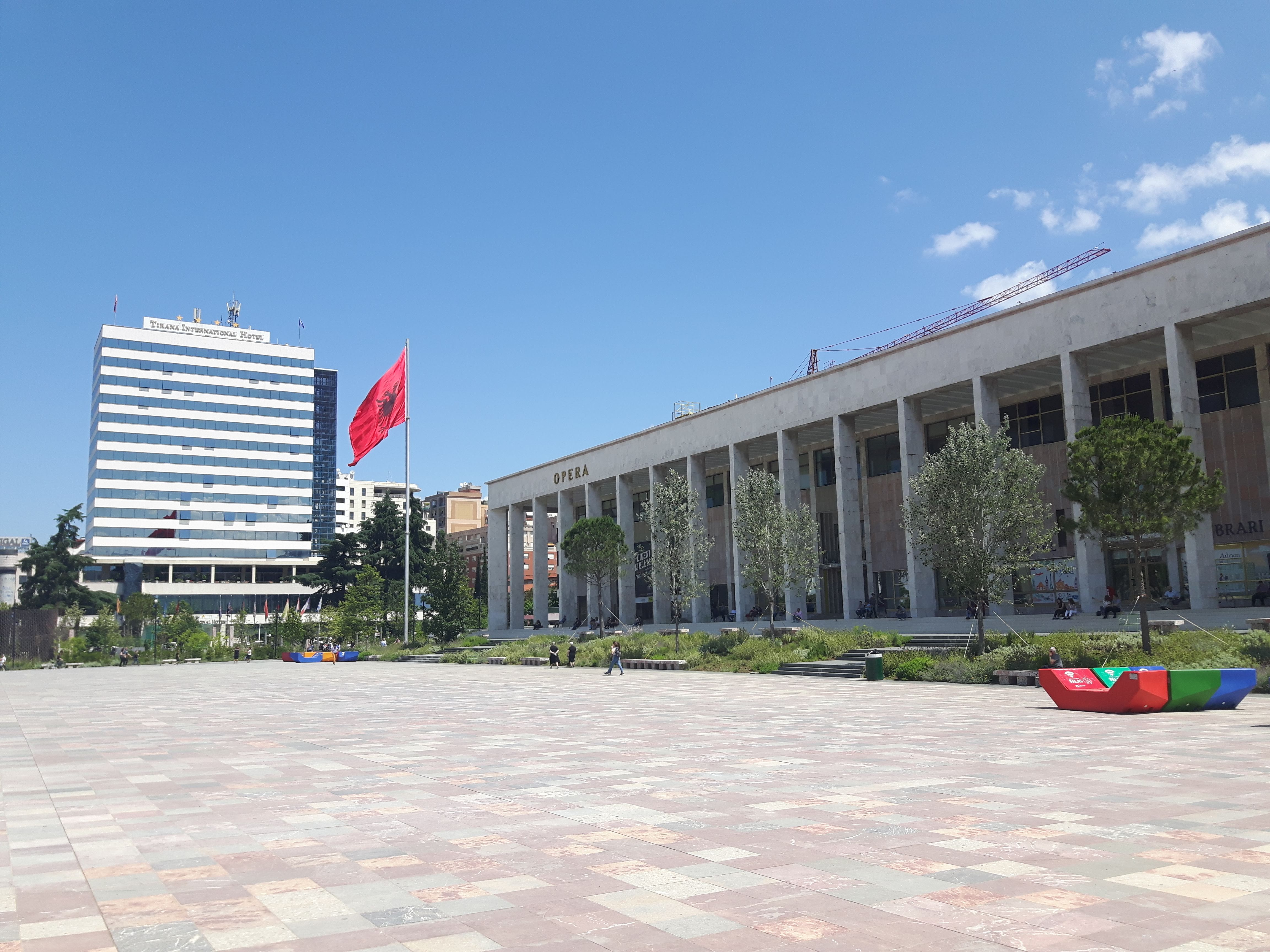
L'albergo Tirana e il Palazzo della Cultura

Negli anni 1960 il governo albanese decise di rimodernare piazza Scanderbeg, principale foro della capitale albanese. Dopo la realizzazione del Palazzo della Cultura, si iniziò a costruire l'Hotel Tirana, seguito poi dal Museo storico nazionale.
Progettato da Valentina Pistoli (1928-1993), prima donna architetto in Albania, secondo lo stile tipico dell'architettura sovietica, venne inaugurato nel 1979 dopo dieci anni di lavori. Per la costruzione dell'albergo, dotato inizialmente di 324 camere, furono utilizzati principalmente elementi prefabbricati in calcestruzzo, con le facciate ricoperte di lastre di marmo di colore bianco ghiaccio.
Con i suoi 15 piani, per un totale di 56 metri d'altezza, l'Hotel Tirana è stato l'edificio più alto in Albania fino agli anni 1990: con la sua facciata bianca era infatti ben visibile da molti chilometri di distanza, dal momento che durante il regime comunista la città era dominata dalla presenza di piccole case.

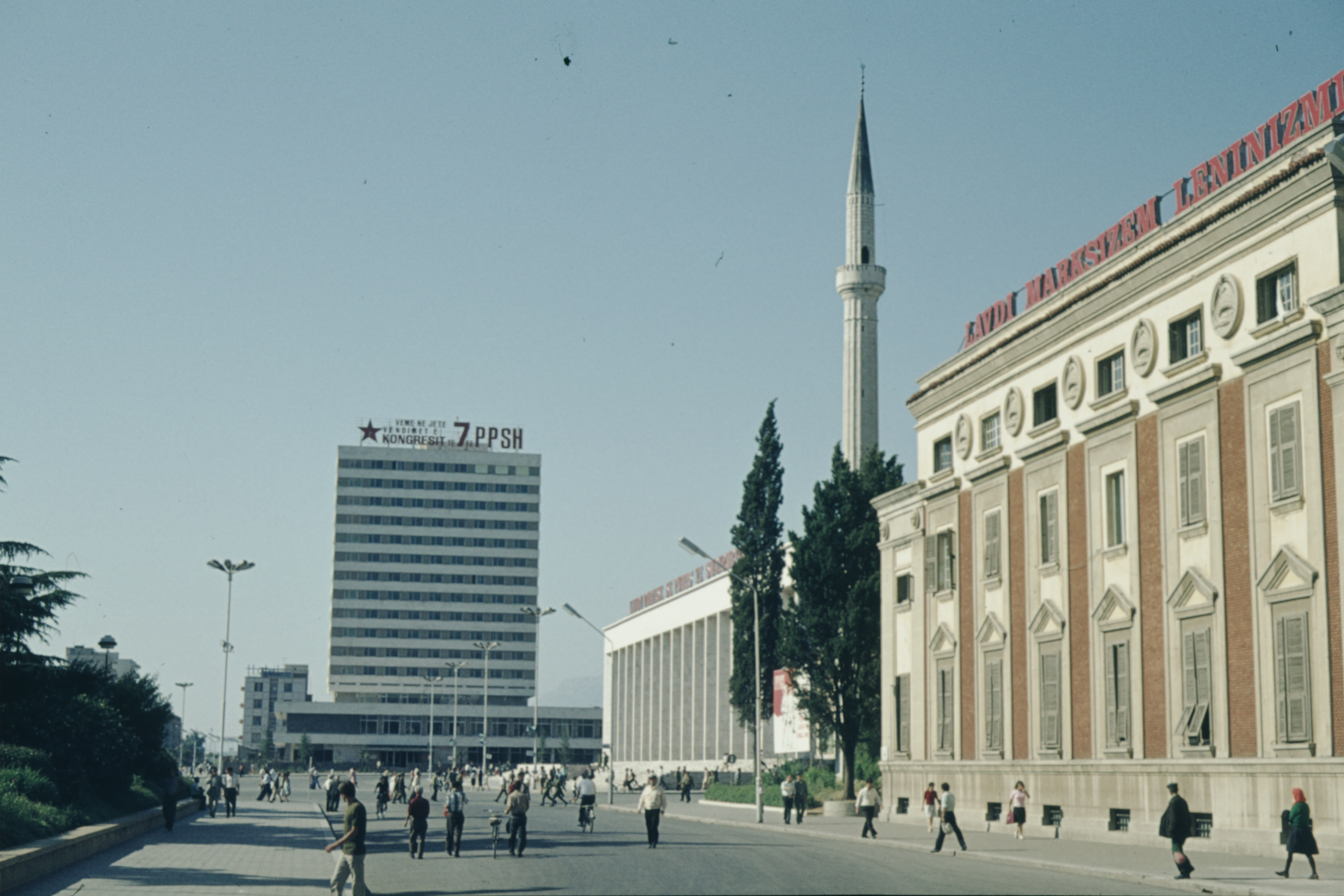
Hotel Tirana nel 1978, sede del 7º congresso del Partito del Lavoro d'Albania (PPSH)

Negli anni 1980 l'Hotel Tirana era un popolare luogo di incontro per i membri del Politburo del Partito del Lavoro d'Albania: per questo motivo il palazzo era dotato di vie di fuga sotterranee segrete, per garantire un'uscita di emergenza in caso di minaccia fisica a personaggi importanti, il che era una questione di estrema preoccupazione durante il periodo della dittatura comunista in Albania. Oltre che per i membri di partito, l'albergo era riservato alle delegazioni ufficiali e ai pochi turisti stranieri dell'epoca.
Dopo la caduta del regime comunista albanese, l'albergo fu venduto nel 1993 ad una joint venture tra lo stato albanese e una catena alberghiera italiana, con finanziamenti e prestiti dalla Banca europea per la ricostruzione e lo sviluppo. Negli anni seguenti l'edificio fu completamente restaurato dentro e fuori, ottenendone l'aspetto odierno. Dalla sua riapertura nel marzo 1995, è stato ridenominato Tirana International Hotel. Per alcuni anni, è stato sede del municipio della città.
Il 13 aprile 2000 l'albergo è stato dichiarato monumento culturale di seconda categoria, come parte del centro storico.
Nel 2001 l'hotel venne rinnovato di nuovo da una società italiana per soddisfare gli standard internazionali, portandolo a essere un hotel a 4 stelle con 169 camere. Nel 2004, lo stato albanese vendette la propria partecipazione nell'albergo ad un consorzio di imprenditori locali.
Il 5 marzo 2007 anche il Ministero del turismo lo ha classificato come monumento culturale di seconda categoria, insieme agli edifici nell'asse principale del centro storico di Tirana.
Il 3 luglio 2015 il Consiglio Nazionale del Restauro (Ministero della Cultura) ne ha invece deciso l'esclusione dalla lista dei monumenti protetti dallo Stato.

## Nella cultura di massa
Pesëmbëdhjetëkatëshi (quindici piani) fu il soprannome scherzoso che i tifosi di calcio albanesi diedero all'attaccante Arbën Minga (che per la sua statura era chiamato anche Beni i modh, Big Ben), storico capitano della squadra di calcio del 17 Nëntori Tirana, in cui giocò per quasi venti anni.